# TV Serra do Mar (Santos)
TV Serra do Mar é uma emissora de televisão educativa brasileira concessionada em Cubatão, porém sediada em Santos, ambas cidades da Baixada Santista, no estado de São Paulo. Opera no canal 40 (41 UHF digital), e é afiliada à TV Brasil. Sua antena de transmissão está no Morro do Voturuá, em São Vicente. A emissora pertence à Universidade Católica de Santos, e também tem vínculos com a Diocese de Santos e a Sociedade Visconde de São Leopoldo.

## História
Desde a sua criação, a emissora foi afiliada da SescTV (na época se chamava Rede STV), de 2003 a janeiro de 2007. Depois disso, passou a ser afiliada da TV Cultura de São Paulo, passando a integrar a Rede Pública de Televisão. No dia 19 de dezembro de 2010, a TV UniSantos passou a gerar programação local. Em 1.º de julho de 2012, deixa de retransmitir a TV Cultura e passa a transmitir a TV Brasil. Em 16 de dezembro de 2024 muda seu nome para TV Serra do Mar 

## Sinal digital
| Canal virtual | Canal digital | Resolução de tela | Programação                                          |
| ------------- | ------------- | ----------------- | ---------------------------------------------------- |
| 40.1          | 41 UHF        | 1080i             | Programação principal da TV Serra do Mar / TV Brasil |

Transição para o sinal digital
Com base no decreto federal de transição das emissoras de TV brasileiras do sinal analógico para o digital, a TV Serra do Mar, bem como as outras emissoras de Santos, cessou suas transmissões pelo canal 40 UHF em 20 de dezembro de 2017, seguindo o cronograma oficial da ANATEL.